# Paradentalium hemileuron
Paradentalium hemileuron är en blötdjursart som först beskrevs av Sir Joseph Cooke Verco 1911.  Paradentalium hemileuron ingår i släktet Paradentalium och familjen Dentaliidae. Inga underarter finns listade i Catalogue of Life.